# Tentação (programa de televisão)
Tentação foi um programa de televisão brasileiro, produzido pelo SBT em conjunto com o Baú da Felicidade, apresentado por Silvio Santos. Em 1998, devido a sobrecarga de atrações que Silvio comandava aos finais de semana, o programa foi apresentado por Amanda Françozo, devolvendo o comando para o original no final daquele ano. O programa teve duas temporadas: a primeira foi exibida de 9 de outubro de 1994 a 7 de abril de 2002, quando foi substituído pelo Todos contra Um.
A segunda temporada foi apresentada nas tardes de domingo, entre 4 de março de 2007 (data de estreia) e 3 de maio de 2009 (data de extinção do programa)

## Formato
O programa reunia 60 clientes das lojas do Baú da Felicidade que estavam em dia com o pagamento do carnê de mercadorias do Baú. Durante o programa os clientes participavam de brincadeiras valendo prêmios, geralmente eletrodomésticos e eletro-eletrônicos. No programa de perguntas e respostas há 3 vitrines, em cada uma deles havia uma resposta. No final do programa, os participantes que permaneciam no palco retiravam maçãs, sendo que em apenas uma havia a flor, e nas outras nada, os participantes que pegavam a maçã vazia ganhavam mil reais em barras de ouro. O que conseguia a maçã com a flor, ia para a final, participando do jogo do xis. Eram frequentes as sequências de vaias direcionadas ao apresentador, uma vez que cada palpite errado era dinheiro a menos na "caixinha" do auditório. Um bordão frequente seguido de vaias era quando Silvio dizia "Caixinha!" e Lombardi respondia "Obrigado!"

## Equipe
Apresentação
- Silvio Santos
- Amanda Françozo (1998)[1]

Eventuais
- Luís Ricardo
- Caco Rodrigues
- Jediel Gomes
- Amanda Caroline
- Thaianny Elizabeth

## Quadros
- Tentação (jogo da maçã) - Era o quadro principal. Nele, iam ao ar curiosidades narradas por Lombardi (podiam ser fatos pitorescos, lugares do mundo ou mesmo perseguições policiais em estradas americanas); ao fim de cada curiosidade eram feitas perguntas relacionadas aos vídeos, com uma resposta correta entre três. Caso um ou mais participantes errassem, recebiam o prêmio anunciado antes de cada vídeo. Caso acertassem, prosseguiam, até haver um número mínimo para o jogo das maçãs.
- Jogo do Vinte e Um - Os participantes lançam dados e quem consegue fazer vinte e um pontos ou mais, ganha.
- Jogo do Xis - O finalista do programa vai para um painel com doze números e pode ganhar uma casa (se aparecer as quatro letras que formam a palavra no painel), um computador, um automóvel, uma motocicleta, um refrigerador e TV de Plasma. Caso aparecam 3 "X" o jogo é encerrado e o participante ganha seis mil reais em barras de ouro e mais duas passagens pela companhia aérea OceanAir (que foi depois a Avianca Brasil, também extinta), além dos prêmios ganhos anteriormente. Caso a palavra "Casa" seja completa, o participante ganhava todos os prêmios, mais o dinheiro e a viagem.
- Topa ou não topa - Um humorista solicita que a pessoa faça algo valendo dinheiro. Este quadro já havia sido exibido em outro programa de Silvio Santos, o Topa Tudo por Dinheiro.
- O que o artista disse - Silvio Santos pergunta aos Artistas do SBT e diversas personalidades o que sentem. Os clientes que acertam a resposta indo para a vitrine correta ganham.
- Qual a mercadoria mais cara
- Corrida de Cachorro
- Corrida de Carrinhos - Silvio Santos e sua assistente de palco Patrícia, sorteiam bolas de determinadas cores e que fazem os carrinhos andarem.
- O auditório participa também, cada palpite tem o valor de dez reais.
- Inicialmente, o famoso Pião da Casa Própria tinha um quadro próprio. Em 1998, o Pião foi para o Programa Tentação.